# Oñ (digramme)
Cette page contient des caractères spéciaux ou non latins. S’ils s’affichent mal (▯, ?, etc.), consultez la page d’aide Unicode.
Oñ (minuscule oñ) est un digramme de l'alphabet latin composé d'un O et d'un N tilde (Ñ). 

## Linguistique
- En breton le digramme « oñ » représente généralement les sons [ɔ̃] ou [ɔ̃ː].

## Représentation informatique
À la différence d'autres digrammes, il n'existe aucun encodage du Oñ sous la forme d'un seul signe. Il est toujours réalisé en accolant les lettres O et Ñ,.